# Iphone 7

Iphone 7 Plus i färgen Jet Black.

Iphone 7 och Iphone 7 Plus, i marknadsföringssyfte skrivna iPhone 7 respektive iPhone 7 Plus, är smarttelefoner designade och skapade av Apple Inc.
Modellerna släpptes den 16 september 2016 och ersatte Iphone 6S och Iphone 6S Plus i Apples produktsortiment. Telefonernas yttre design är jämförbar sin föregångare Iphone 6S, men finns i ytterligare färger. Iphone 7 och 7 Plus har uppgraderad kamera, statisk hemknapp med haptisk feedback via Taptic Engine, samt stereohögtalare. Flera medier uppmärksammade vid telefonernas lansering valet att frångå 3,5 mm hörlursuttag då detta varit närvarande i föregående modeller. Iphone 7 och 7 Plus är vatten- och dammtäta enligt standarden IP67, det vill säga vattentäthet i upp till 30 minuter vid 1 meters djup. iPhone 7 lanserades med 32GB lagringsutrymme som standard med lagringstillval i stegen 128GB respektive 256GB.
Den uppgraderade kameran ska prestera bättre än tidigare modeller vid svagt ljus, medan det dubbla linssystemet på Iphone 7 Plus även erbjuder optisk zoom och bildstabilisering. Tillgängliga färgval är gagatsvart (Jet Black), mattsvart, guld, rosa guld och silver. Nytt med stereohögtalarna är att de på Iphone 7 och 7 Plus använder sig av hörluren ovanför telefonens skärm, samt högtalarna under hemknappen som fått ersätta hörlursuttaget. De inkluderade hörlurarna Earpods kopplas på Iphone 7 och 7 Plus via telefonernas lightningport med digital ljudsignal, medan det trådlösa alternativet Airpods lanserades 20 december 2016. Telefonerna levereras med en adapter för att koppla 3,5 mm-hörlurskontakt via Lightningporten.
Från 26 september 2016 fanns Iphone 7 att köpa i 58 länder.